# Gabriel Fauré
Gabriel Urbain Fauré (Pamiers, Ariège, 12 de maio de 1845 — Paris, 4 de novembro de 1924) foi um compositor, organista, pianista e professor francês. Foi um dos mais proeminentes compositores franceses da sua geração, e o seu estilo musical influenciou muitos compositores do século XX. De entre os seus trabalhos, destaque-se Pavane, Requiem, nocturnos para piano e as canções Après un rêve. Embora as suas composições mais conhecidas, e acessíveis, sejam as suas primeiras, Fauré compôs as suas obras mais reconhecidas nos seus últimos anos, num estilo mais complexo de harmonia e melodia.

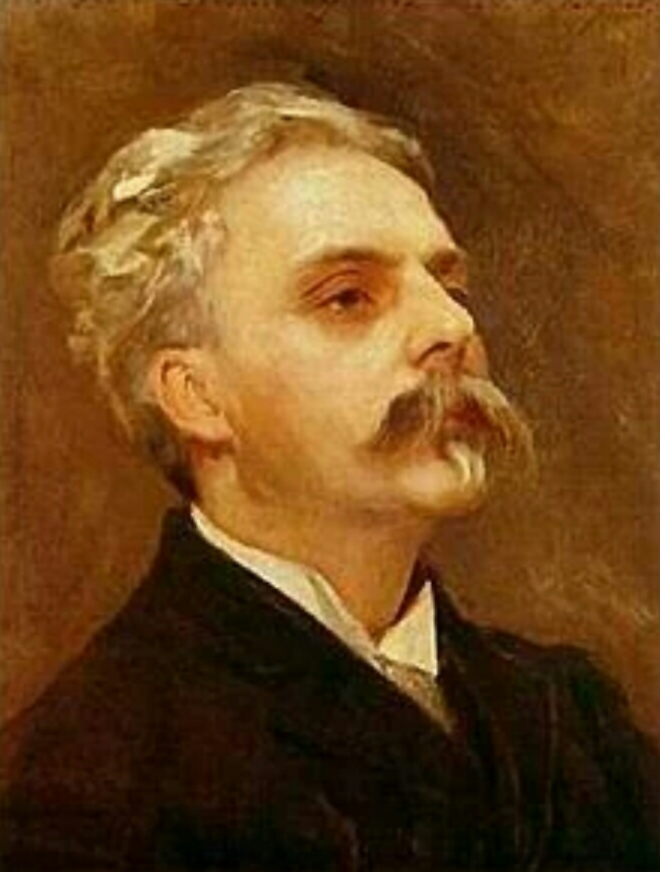
Retrato em óleo de Gabriel Fauré por John Singer Sargent, por volta de 1889 (Paris Museu da Música)

Fauré nasceu no seio de uma família com cultura mas com poucas ligações à música. O seu talento começou a revelar-se quando ainda era pequeno. Com nove anos de idade, foi enviado para uma escola de música em Paris, onde aprendeu recebeu formação para organista de igreja e mestre-de-coro. Um dos seus professores era Camille Saint-Saëns, que se tornaria seu amigo de longa data. Depois de terminar os seus estudos, em 1865, Fauré trabalhou como organista e professor, pouco tempo tendo para a composição musical. Quando começou a ser bem-sucedido, já com alguma idade, no posto de organista da Igreja de la Madeleine e diretor do Conservatório de Paris, quando sem tempo para compor; nas férias de Verão, retirava-se para o campo para se concentrar nas suas composições. Nos seus últimos anos de vida, Fauré foi reconhecido em França como o principal compositor da sua época. Em 1922, recebeu um tributo nacional sem precedentes, em Paris, pelo presidente da República Francesa. Fora de França, a música de Fauré levou décadas a ser aceita, exceto na Grã-Bretanha, onde teve muitos admiradores durante a sua vida.
A música de Fauré tem sido descrita como uma ligação entre o romantismo e o modernismo, no quartel do século XX. Quando nasceu, Chopin ainda compunha e, quando morreu, começava-se a ouvir jazz e música atonal da Segunda Escola de Viena. O Grove Dictionary of Music and Musicians, que o descreve como o compositor mais avançado da sua geração em França, salienta que as suas inovações harmônicas e melódicas influenciaram o ensino de música a muitas gerações. Durante os últimos vinte anos da sua vida, sofreu com uma crescente surdez. Contrastando com o charme das suas primeiras músicas, os seus últimos trabalhos são às vezes escapistas e de caráter retraído ou introspectivo, e às vezes turbulentos e apaixonados.

## Biografia
Filho de gente modesta, mostrou muito novo notáveis aptidões para a música, tanto que aos 8 anos, sem auxílio de mestre, fazia improvisações no harmônio da igreja de Montgauzy.
Em 1855 Fauré entra para a afamada Escola Niedermeyer, de Paris, onde permanece como aluno interno até 1865, onde recebeu uma sólida educação musical e geral. Do corpo docente da Escola, fazia parte Saint-Saëns, ao qual ficou devendo, além dos seus conhecimentos pianísticos, uma cultura musical que não só abrangia os grande mestres contemporâneos, como lhe revelava a grandeza e perfeição de ofício de um Johann Sebastian Bach.
Fauré, após a guerra de 1870 faz contínuas viagens para assistir uma série de apresentações de Saint-Saëns e, principalmente, Richard Wagner. Embora impressionado com a música e o gênio de Richard Wagner, Fauré nem por um momento se deixou influenciar por uma arte inteiramente estranha ao seus temperamentos próprios, permanecendo na história da música francesa da segunda metade do Século XIX como um dos raros compositores que souberam resistir aos sortilegiosos Wagnerianos.
As peças para piano (improvisos, Noturnos, Barcarolas, etc), que dotavam a música francesa de obras que ela há muito desconhecia, iam se sucedendo, acompanhadas pelas melodias admiráveis, implantavam na França um gênero que ia verdadeiramente continuar a tradição de Franz Schubert e Robert Schumann.
Em 1920, com a idade de 75, ele aposentou-se do Conservatório, principalmente devido à sua crescente surdez.

## Importância e características
A individualidade de Fauré está cimentada em três características próprias:
- A característica textura da música, relevante principalmente nas peças de piano, com a fluidez da sua escrita baseada em engenhosas figurações de arpejos intercalados a um contraponto sutil;

- A pessoal concepção da harmonia, que, baseada em grande parte nos modos gregorianos, apresenta uma mobilidade surpreendente;

- A feição especial da melodia, que, embora subordinada ao movimento harmônico, é de uma amplidão, requinte e fragrância inconfundíveis, do que dão testemunho tantas paginas instrumentais, em que Fauré se mostra um dos maiores mestres de todos os tempos;

## Obras principais
Listagem com todas as obras:  (em inglês)
- Après un rêve, Op. 7
- Cantique de Jean Racine, Op. 11
- Élégie, Op. 24
- Requiem in D minor, Op. 48
- Pavane, Op. 50
- Dolly, Op. 56, 6-piece Suite for piano at 4 hands (Berceuse, Mi-a-ou, Le Jardin de Dolly, Kitty-Valse, Tendresse, Le Pas Espagnol)
- Pelléas et Mélisande, Op. 80
- Masques et Bergamasques, Op. 112
- Messe Basse
- Pénélope
- Morceau de Concours